# Kazuki Arinaga
Kazuki Arinaga (有永 一生 Arinaga Kazuki?, nacido el 3 de marzo de 1989 en Nagasaki) es un futbolista japonés que se desempeña como centrocampista.

## Trayectoria

### Clubes
| Club               | País  | Año    |
| ------------------ | ----- | ------ |
| AC Nagano Parceiro | Japón | 2011 - |

## Estadística de carrera

### J. League
| Club               | Año   | J. League | J. League | Copa J. League | Copa J. League | Total | Total |
| Club               | Año   | Part.     | Goles     | Part.          | Goles          | Part. | Goles |
| ------------------ | ----- | --------- | --------- | -------------- | -------------- | ----- | ----- |
| AC Nagano Parceiro | 2014  | 32        | 2         | -              | -              | 32    | 2     |
| AC Nagano Parceiro | 2015  | 36        | 4         | -              | -              | 36    | 4     |
| AC Nagano Parceiro | 2016  | 28        | 1         | -              | -              | 28    | 1     |
| AC Nagano Parceiro | 2017  | 29        | 5         | -              | -              | 29    | 5     |
| Total              | Total | 125       | 12        | 0              | 0              | 125   | 12    |